# Dendronotus
Genre
Synonymes
- Amphitrite Ascanius, 1774[1]
- Campaspe Bergh, 1863[1]

Dendronotus est un genre de mollusques nudibranches de la famille des Dendronotidae.

## Liste des espèces
Selon World Register of Marine Species (30 septembre 2021) :
- Dendronotus albopunctatus Robilliard, 1972
- Dendronotus albus MacFarland, 1966
- Dendronotus arcticus Korshunova et al., 2016
- Dendronotus bathyvela Martynovet al., 2020
- Dendronotus claguei Valdés, Lundsten & N. G. Wilson, 2018
- Dendronotus comteti Valdés & Bouchet, 1998
- Dendronotus dalli Bergh, 1879
- Dendronotus elegans A. E. Verrill, 1880
- Dendronotus europaeus Korshunova et al., 2017
- Dendronotus frondosus (Ascanius, 1774)
- Dendronotus gracilis Baba, 1949
- Dendronotus iris J. G. Cooper, 1863
- Dendronotus jamsteci Martynov et al., 2020
- Dendronotus kalikal Ekimova et al., 2015
- Dendronotus kamchaticus Ekimova et al., 2015
- Dendronotus lacteus (W. Thompson, 1840)
- Dendronotus nanus Marcus & Marcus, 1967
- Dendronotus nordenskioeldi Korshunova et al., 2020
- Dendronotus patricki Stout, N. G. Wilson & Valdés, 2011
- Dendronotus primorjensis Martynov, Sanamyan & Korshunova, 2015
- Dendronotus purpureus Bergh, 1879
- Dendronotus robilliardi Korshunova et al., 2016
- Dendronotus robustus A. E. Verrill, 1870
- Dendronotus rufus O'Donoghue, 1921
- Dendronotus subramosus MacFarland, 1966
- Dendronotus velifer G. O. Sars, 1878
- Dendronotus venustus MacFarland, 1966
- Dendronotus yrjargul Korshunova et al., 2020
- Dendronotus zakuro Martynov et al., 2020

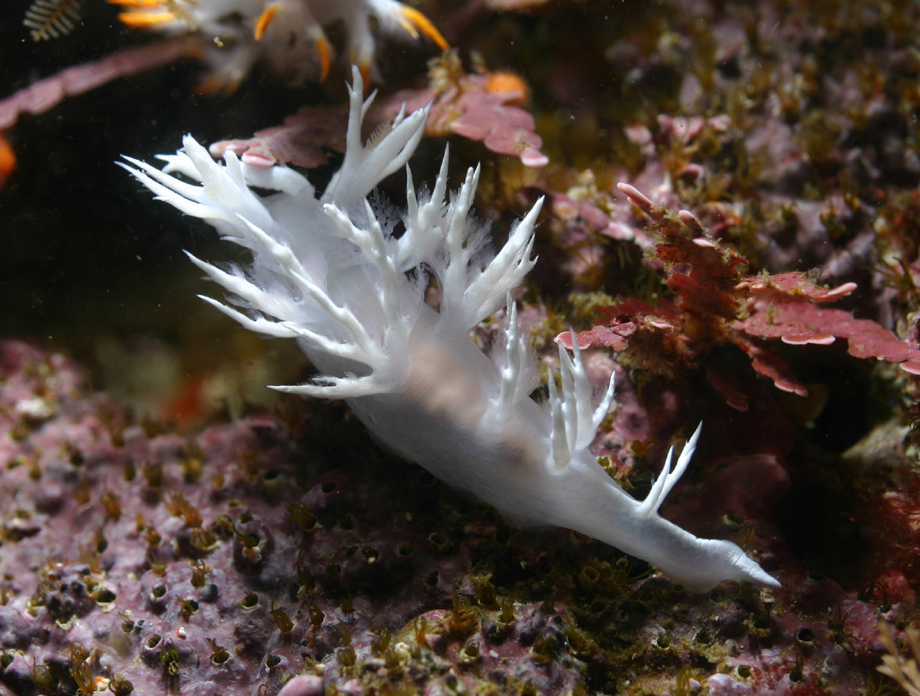
Dendronotus albus.
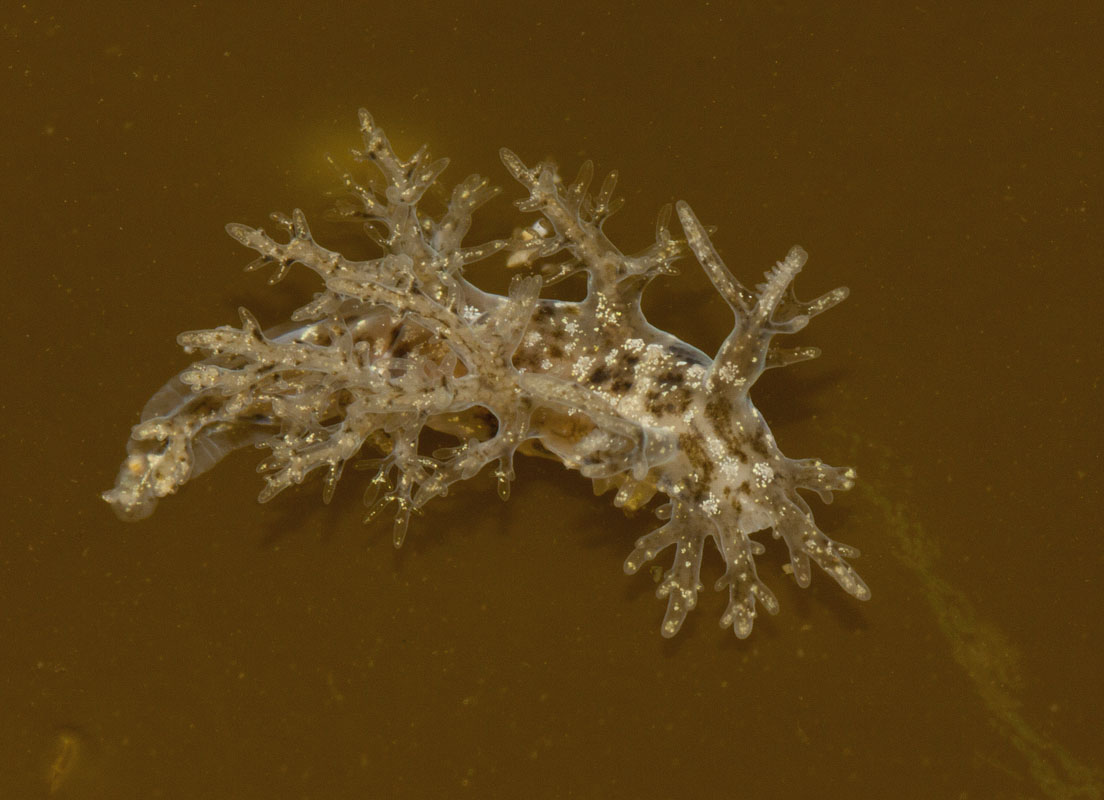
Dendronotus frondosus.
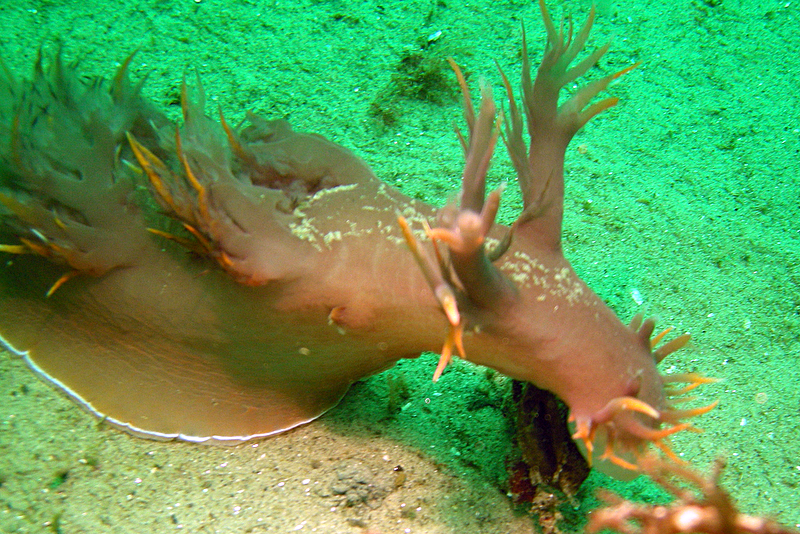
Dendronotus iris.